# Irujo
Irujo (en euskera Iruxo y cooficialmente) es un lugar y un concejo perteneciente al municipio de Guesálaz de la Comunidad Foral de Navarra (España). Está situado en la Merindad de Estella, en la Comarca de Estella Oriental, cerca de la sierra de Andía y del pantano de Alloz. Su población en 2017 fue de 10 habitantes (INE).
Pasa a su lado la carretera NA-7020.

## Topónimo
De origen dudoso.
Formas del topónimo en documentos antiguos: Irusco (1064, NEN); Irusso, Irussum (1045, 1054, NEN); Iruxo, Irugium, Yrusso, Yruysso, Yruxo (s. XI-XII, NEN); Hirihuso (1350, NEN).

## Arte
- Iglesia de San Román, de fines del siglo XII.